# Tomasz Pukacki
Tomasz Pukacki ps. Titus (ur. 9 sierpnia 1967 w Poznaniu) – polski wokalista, multiinstrumentalista, autor tekstów, kompozytor i producent muzyczny. Członek Akademii Fonograficznej ZPAV. Znany przede wszystkim jako współzałożyciel, lider, wokalista i basista grupy Acid Drinkers, z którą ośmiokrotnie otrzymał Fryderyka. Występował również w projektach i zespołach, jak Titus’ Tommy Gunn, Anti Tank Nun, Virgin Snatch, Homo Twist i Albert Rosenfield.
Gościł na płytach wykonawców, takich jak Małgorzata Ostrowska, Para Wino Band, Closterkeller, Nagły Atak Spawacza, Żuki Rock and Roll Band, Killjoy czy Chainsaw.
Jego pseudonim pochodzi od Tytusa de Zoo – bohatera komiksów Tytus, Romek i A’Tomek autorstwa Henryka Chmielewskiego.
W 2012 objął funkcję jednego z czterech jurorów w trzeciej edycji programu talent show Bitwa na głosy, w 2014 brał udział programie SuperSTARcie, a w 2019 był jednym z jurorów w drugiej edycji talent show Śpiewajmy razem. All Together Now.

## Życiorys

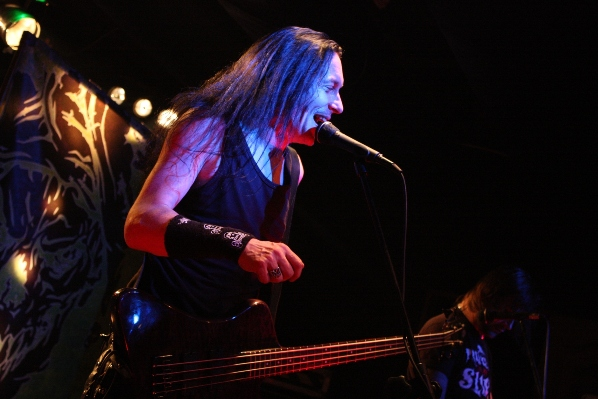
„Titus” podczas koncertu z zespołem Acid Drinkers, 19 września 2008

Jego prababka była Łotyszką. Uczęszczał do Liceum Zawodowego Łożysk Tocznych w Poznaniu, którego jednak nie ukończył. Następnie pracował w fabryce WSK PZL Poznań.
Karierę muzyczną zaczynał jako perkusista w amatorskim zespole, nie posiadał jednak odpowiedniego instrumentarium. Szybko zmienił rolę na wokalistę, gdyż – jak sam twierdzi – ci „mieli więcej zdjęć w gazetach”. W okresie nauki technikum założył razem z trzema kolegami zespół pod nazwą Los Desperados, w którym pełnił funkcję wokalisty. Skład współtworzył także Robert „Litza” Friedrich, wraz z którym grupa zagrała dwa koncerty. Wkrótce potem zespół rozpadł się ze względu na kryzys spowodowany przejściem Friedricha do składu Slavoy.
W latach późniejszych – już jako wokalista i basista – podjął współpracę z gitarzystą Dariuszem „Popcornem” Popowiczem i perkusistą Piotrem „Chomikiem” Kuikiem. Był to skład, który stanowił kanwę dla późniejszej grupy pod nazwą Acid Drinkers. Nazwa zespołu została ukuta przez Friedrich i Pukackiego w dniu koncertu Iron Maiden w Poznaniu w 1986, kiedy to obydwaj postanowili sprzedać swoje bilety i za uzyskane pieniądze kupić alkohol. Nowy zespół z Friedrichem pełniącym funkcję drugiego gitarzysty rozpadł się dwa miesiące później. Przyczyną było powołanie do odbycia zasadniczej służby wojskowej przez Pukackiego. Także w wojsku muzyk nie porzucił zainteresowania muzyką, gdzie śpiewał w zespole Ikar. Po odbyciu służby wojskowej muzyk podjął próbę reaktywacji zespołu Los Desperados. Projekt szybko został zarzucony, jednakże Pukacki zdecydował się na kontynuację współpracy z perkusistą grupy Maciejem „Ślepym” Głuchowskim. Wkrótce potem skład uzupełnił Popowicz i Friedrich. W efekcie doszło do reaktywacji Acid Drinkers.
W zespole objął funkcję lidera. Poza śpiewem i grą na gitarze basowej podjął się pisania tekstów, a także okazjonalnie komponowania i produkcji muzycznej. Do wydanego w 1996 albumu The State of Mind Report pozostał jednym tekściarzem. W swej twórczości odwoływał się zwykle do wątków autobiograficznych oraz historii przyjaciół i znajomych. Do 2012 wraz z zespołem nagrał dwanaście albumów studyjnych oraz szereg pomniejszych wydawnictw. Były to m.in. takie płyty jak: Are You a Rebel? (1990), Dirty Money, Dirty Tricks (1991), Strip Tease (1992), Vile Vicious Vision (1993), Infernal Connection (1994), The State of Mind Report (1996), High Proof Cosmic Milk (1998), Amazing Atomic Activity (1999), Broken Head (2000), Acidofilia (2002), Rock Is Not Enough (2004) oraz Verses of Steel (2008). W 1994 dołączył do hardrockowego zespołu Albert Rosenfield. Wraz z zespołem nagrał dwie płyty: The Best Off... (1995) i Twin Pigs (1997). Oba wydawnictwa uzyskały nominacje do nagrody muzycznej Fryderyka. W 1998 po odbyciu trasy koncertowej z zespołami Flapjack i Bandog formacja został rozwiązana.
W 2003 uzupełnił skład krakowskiego zespołu Virgin Snatch, w którym zastąpił Pawła Mąciwodę. Wraz z zespołem nagrał dwa albumy studyjne: S.U.C.K. z 2003 oraz wydany w 2005 Art of Lying. Muzyk uczestniczył także w koncertach promujących płyty m.in. poprzedzając występy Rage, Anthrax i Helloween. W 2006 Pukacki opuścił zespół w związku ze zobowiązaniami wobec Acid Drinkers. W międzyczasie Pukacki dołączył także do zespołu Macieja Maleńczuka Homo Twist. Wraz z grupą współpracował do 2008. Wziął udział w nagraniach wydanej w 2005 płyty Demonologic. W 2009 powołał solowy projekt pod nazwą Titus’ Tommy Gunn. W skład formacji poza Pukackim weszli gitarzysta Tomasz „Lemmy Demolator” Olszewski oraz perkusista Marcin „Viking” Leitgeber. Głównym powodem jego założenia była chęć komponowania własnej muzyki, która, według Titusa, nie zawsze pasuje do stylu grania Acid Drinkers. 15 grudnia został wydany debiutancki album tria pt. La Peneratica Svavolya. W 2011 nawiązał współpracę z 14-letnim wówczas gitarzystą Igorem „Iggym” Gwaderą. W założeniu jednorazowy projekt powstał w celu nagrania jednej piosenki oraz teledysku. Jednakże w 2012 wykształcił się zespół pod nazwą Anti Tank Nun, w którego skład weszli także gitarzysta Adam „Adi” Bielczuk oraz perkusista Bogumił „Mr. Bo” Krakowski. 25 maja 2012 nakładem Metal Mind Productions ukazał się debiutancki album zespołu pt. Hang’em High.
Żonaty, ojciec trójki dzieci (ma córkę z nieformalnego związku i dwóch synów z małżeństwa).

## Dyskografia
- Małgorzata Ostrowska – Małgorzata Ostrowska (1993, CD InterSonus, gościnnie)
- Para Wino Band – Bandid Rockin (1993, Akar, gościnnie)[14]
- Flapjack – Ruthless Kick (1994, Metal Mind Records, gościnnie)[15]
- Closterkeller – Scarlet (1995, PolyGram Polska, gościnnie)[16]
- Kazik na Żywo – Porozumienie ponad podziałami (1995, S.P. Records, kompozytor piosenki)[17]
- Road House Blue – Road House Blue (1995, Mega Czad, gościnnie)
- Nagły Atak Spawacza – Brat Juzef (1996, P.H. Kopalnia, gościnnie)[18]
- Żuki Rock and Roll Band – Entomology I (1996, b.d., gościnnie)
- Być wolnym (1997, Tic Tac)[19]
- Virgin Snatch – S.U.C.K. (2003, Mystic Production)[20]
- Homo Twist – Demonologic (2005, Metal Mind Productions)[21]
- Virgin Snatch – Art of Lying (2005, Mystic Production)[22]
- Killjoy – Enemigo (2006, Shark Records, gościnnie)[23]
- Cremaster – Pumpernikel (2007, Empire Records, gościnnie)[24]
- Chainsaw – Evilution (2009, Metal Mind Productions, gościnnie)[25]
- Wawa2010.pl (2010, Muzeum Powstania Warszawskiego)[26]
- Holy Smoke – Quo Vadis (2011, wydanie własne, gościnnie)[27]
- Golden Life – AQQ akustycznie... (2012, Universal Music Polska, gościnnie)[28]

## Filmografia
- Dzieci Jarocina (2000, film dokumentalny, reżyseria: Petro Aleksowski)[29]
- Historia polskiego rocka: Teoria hałasu (2008, film dokumentalny, reżyseria: Leszek Gnoiński, Wojciech Słota)[29]
- At Oglog (2009, film fabularny, reżyseria: Fabryczna ART, w roli Roberta)[29]
- Licencja na wychowanie (2010, serial telewizyjny, odcinek 65, w roli samego siebie)[30]

## Sprzęt
Gra na gitarach basowych firm Spector z serii NS i REX oraz Ibanez model Iceman ICB08 LTD. Stosuje wzmacniacze Marshall Dynamic Bass System i Peavey Tour 700 oraz kolumny głośnikowe Peavey 810 TX. Używa ponadto strun Ernie Ball i Dean Markley. Gra głównie przy użyciu plektronu, w początkowym okresie działalności artystycznej grał palcami.